# Alien 2 - Sulla Terra
Alien 2 — Sulla Terra (pt: Alien Volta a Atacar) é um filme de ficção científica de 1980, escrito e dirigido por Ciro Ippolito. É uma continuação não oficial para o filme Alien, de 1979, embora a trama não tenha nenhuma ligação com o filme original.